# Assassin’s Creed: Unity
Assassin’s Creed: Unity – przygodowa gra akcji wyprodukowana przez Ubisoft Montréal, wydana przez Ubisoft w listopadzie 2014 na PlayStation 4, Windowsa i Xboksa One, a w grudniu 2020 na Stadię. Jest ósmą odsłoną głównej serii Assassin’s Creed i bezpośrednią kontynuacją Assassin’s Creed IV: Black Flag (2014), powiązaną fabularnie z wydaną tego samego dnia na konsole siódmej generacji częścią Assassin’s Creed: Rogue.
Fabuła kontynuuje wątki zapoczątkowane w poprzednich odsłonach, opowiadając fikcyjną historię rzeczywistego świata, w którym od tysiącleci ukrytą wojnę prowadzą pomiędzy sobą dwa stronnictwa: asasyni dążący do pokoju i wolności oraz templariusze, chcący osiągnąć pokój poprzez podporządkowanie sobie wszystkich ludzi. Opowieść spinająca ze sobą wszystkie odsłony osadzona jest w XXI wieku i koncentruje się na niezidentyfikowanym protagoniście, który dołącza do bractwa asasynów jako nowicjusz, żeby pomóc im odkryć, gdzie pochowano osiemnastowiecznego wielkiego mistrza templariuszy. Fabuła rozgrywa się w latach 1789–1794 podczas rewolucji francuskiej; głównym bohaterem jest asasyn Arno Dorian chcący odkryć, kto naprawdę stoi za rewolucją, a zarazem pomścić odpowiedzialnych za zamordowanie jego przybranego ojca. Wydarzenia w grze przedstawione są z perspektywy trzeciej osoby, a całość rozgrywa się w otwartym świecie; w Unity zmodyfikowano mechaniki walki, parkouru i skradania się. Odsłona wprowadza także wieloosobowy tryb współpracy, w którym maksymalnie czterech graczy wykonuje misje fabularne i eksploruje otwarty świat.
Assassin’s Creed: Unity spotkało się z mieszanym przyjęciem ze strony recenzentów, chwalących oprawę wizualną, opcje personalizowania postaci, świat przedstawiony i charakteryzację. Z niejednoznacznym odbiorem spotkały się narracja, projekt zadań, zorientowanie na tryb wieloosobowy oraz rozgrywka – chwalona za wprowadzenie zmian do skostniałej formuły serii, krytykowana jednak za niedopracowanie. Odsłona była powszechnie krytykowana za liczne problemy techniczne, co skutkowało wydaniem przez Ubisoft przeprosin i udostępnieniem za darmo dodatku Martwi królowie, stanowiącego epilog do głównego wątku fabularnego Unity. Osoby, które zakupiły wcześniej dodatek w ramach przepustki sezonowej otrzymały możliwość odebrania za darmo wybranej przez siebie gry wydawcy. Pomimo początkowo negatywnego odbioru, gra ostatecznie okazała się sukcesem sprzedażowym, do marca 2020 sprzedając się ponad 10 mln egzemplarzy, zaś po naprawieniu błędów jest odbierana lepiej, przez co wstecznie zaczęto uznawać ją za jedną z najbardziej niedocenionych odsłon serii. W październiku 2015 ukazała się kontynuacja, Assassin’s Creed: Syndicate, rozgrywająca się w wiktoriańskim Londynie.

## Rozgrywka
Assassin’s Creed: Unity jest przygodową grą akcji z elementami skradanki i wydarzeniami przedstawianymi z perspektywy trzeciej osoby, rozgrywającą się w otwartym świecie. Miejscem akcji jest Paryż końca XVIII wieku, odwzorowany możliwie wiernie pod względem historycznym w skali niemal 1:1. Miasto podzielone jest na siedem głównych dzielnic – Le Louvre, Île de la Cité, Le Marais, La Bièvre, Les Invalides, Quartier latin i Ventre de Paris – oraz położone na jego obrzeżach miasteczko Wersal. W dodatku Martwi królowie postać odwiedza dodatkowo gminę Saint-Denis (podczas rewolucji przemianowaną na Frankidę). Przez większość czasu gracz wciela się w młodego asasyna, Arna Doriana. W prologu na krótko przejmuje kontrolę nad templariuszem Esquieu de Floyrakiem, będącym świadkiem śmierci Jacques’a de Molaya, zaś w wątku współczesnym w bezimiennego nowicjusza bractwa asasynów przeżywającego wspomnienia Arna.
W otwartym świecie gracz możne podjąć się wykonania szeregu zadań pobocznych, podzielonych na kilka rodzajów. W „Paryskich historiach” Arno pomaga bohaterom niezależnym – najczęściej postaciom historycznym – rozwiązać drobny problem; w „Tajemniczych morderstwach” współpracuje z Eugène’em-François Vidokiem badając miejsca zbrodni, gromadząc wskazówki i przesłuchując świadków, żeby wskazać winnego; „Zagadki Nostradamusa” to szereg zaszyfrowanych zagadek prowadzących do różnych artefaktów, które można wykorzystać, żeby zdobyć nagrody. Dodatkowo postać może zbierać liczne znajdujące się w Paryżu znajdźki, takie jak skrzynie ze skarbami, kotyliony i artefakty; odnalezienie odpowiedniej ich liczby nagradzane jest najczęściej nowymi elementami garderoby bądź barwnikami do nich.
System walki doczekał się znaczących zmian względem poprzednich odsłon, a ważnym jego elementem stała się szermierka. Nowości wprowadzono także w systemie skradania się, m.in. poprzez dodanie możliwości ręcznego przełączania się w tryb kucania i korzystania z widmowych ostrzy – wariacji charakterystycznego dla marki ukrytego ostrza – których można używać jako cichej minikuszy. Liniowe misje skrytobójcze z poprzednich części zastąpiono misjami projektu nazwanego przez twórców „czarną skrzynką”, dającego więcej swobody odnośnie do tego, jak wyeliminować cel. Postać przed dokonaniem zabójstwa może zbadać teren, znajdując alternatywne punkty wejścia i sposoby na wywołanie zamieszania, co pozwala wybrać najbardziej pasujące graczowi podejście. Przemieszczanie się zostało usprawnione poprzez wprowadzenie „swobodnego biegu” i „swobodnego opadania”, co pozwala postaci łatwiej wspinać się na budynki w dowolnym kierunku, jak również szybciej dostawać się na sam ich szczyt, a z dachu na ziemię. Znacząco zwiększyła się liczba mieszkańców, co pozwoliło na dodanie nowych interakcji z tłumem, których postać może się podjąć bądź zignorować je. Przykładami takich czynności jest chociażby przepędzenie napastników atakujących cywila, „rozwiązanie” sporu dwóch cywilów poprzez zabicie jednego z nich czy ściganie kieszonkowców.
Po raz pierwszy w serii grywalna postać dysponuje unikalnymi zdolnościami, które rozwijane są w drzewku umiejętności. Zdobyte podczas rozgrywki punkty doświadczenia można wydawać, żeby ulepszać zdolności Arna w skradaniu się, walce wręcz i na dystans, jak również zwiększyć jego żywotność. Gracz może także modyfikować noszone przez postać bronie, odzienia i wyposażenie, żeby jeszcze bardziej dostosować styl gry pod preferowany przez siebie. Wyposażenie opisywane jest poziomami, z których najwyższy – piąty – wskazuje na przedmiot legendarny. Arno może korzystać z większej liczby rodzajów broni niż jego poprzednicy, w tym m.in. z mieczy, toporów, włóczni, karabinów, pistoletów i przedmiotów do rzucania, jak bomby dymne. W dodatku Martwi królowie wprowadzony zostaje dodatkowy oręż – broń gilotynowa działająca na zasadzie granatnika.
Podobnie jak w większości odsłon serii począwszy od Assassin’s Creed II, w Unity obecny jest system ekonomii, skoncentrowany wokół Café Théâtre. Arno nabywa zrujnowaną kawiarnię, którą stopniowo rozwija, a z czasem staje się ona jego kwaterą główną. Gracz może ulepszać budynek poprzez inwestowanie w jego naprawę i rozbudowę, dzięki czemu dostępne stają się nowe pomieszczenia. Kawiarnia zapewnia także pasywne premie, w tym możliwość odbierania przychodów z niej – tym wyższych, im bardziej ulepszono budynek. Przychód można dodatkowo zwiększyć poprzez wykonywanie zadań związanych z Café Théâtre oraz kupowanie i remontowanie klubów towarzyskich rozsianych po całym Paryżu.
Unity wprowadza do serii sieciowy tryb współpracy; chociaż gra wieloosobowa była obecna już we wcześniejszych odsłonach, polegała ona na rywalizacji. Tryb nie jest on też osobnym modułem, a dostęp do niego można uzyskać bezpośrednio z kampanii dla jednego gracza – albo w Café Théâtre, albo aktywując misję wieloosobową. W ramach trybu współpracy możliwe jest założenie sesji, podczas których maksymalnie czterech graczy wspólnie wykonuje zadania. Każdy gracz wciela się w Arna, zachowuje jednak umiejętności i wygląd swojej postaci z trybu jednoosobowego. W Unity wprowadzono liczne zadania i aktywności pomyślane specjalnie o trybie wieloosobowym (które można ukończyć w pojedynkę, ale są wtedy trudniejsze), jednak główne zadania fabularne przechodzić można wyłącznie w trybie jednoosobowym.
Dla gry stworzono dystrybuowaną w modelu freemium aplikację towarzyszącą na urządzenia mobilne, „powiązaną bezpośrednio z przedstawioną w Unity historią”. W świecie gry obecne są liczne skrzynie ze skarbami, cele zabójstw i inne aktywności, widoczne dla wszystkich graczy, ale po premierze dostępne wyłącznie dla tych, którzy osiągnęli odpowiednie cele w aplikacji. W lutym 2015, wraz z jedną z aktualizacji do gry, usunięto wymóg korzystania z aplikacji, a zablokowane wcześniej skrzynie i czynności stały się dostępne dla wszystkich graczy.

## Opis

### Postacie i świat przedstawiony
Głównym bohaterem jest Arno Dorian (Dan Jeannotte), urodzony w Wersalu potomek asasyna. Po tym, jak w finale Assassin’s Creed: Rogue jego ojciec zostaje zamordowany przez Shaya Patricka Cormaca, Arna adoptuje François de la Serre, wielki mistrz zakonu templariuszy. Kiedy de la Serre również zostaje zabity, Arno obwinia się o to i poprzysięga zemstę, co prowadzi go do bractwa asasynów, a z czasem zaczyna piąć się coraz wyżej w jego hierarchii. Ukochana Arna, Élise de la Serre (Catherine Bérubé), również stara się wyjaśnić okoliczności śmierci swojego ojca, odkrywając, że templariusze stoją na skraju ideologicznej przemiany zagrażającej ich podstawowym wartościom. Na swojej drodze Arno napotyka wiele historycznych postaci, w tym m.in. markiza de Sade’a (Alex Ivanovici), Maximiliena de Robespierre’a (Bruce Dinsmore), młodego Napoleona Bonapartego (Brent Skagford), Joseph-Ignace’a Guillotina, madame Tussaud i Antoine’a Lavoisiera.
Prolog rozgrywa się w Wersalu, w którym Arno spędza dzieciństwo i młodość. W roku 1789, w przededniu rewolucji francuskiej, przenosi się do Paryża, gdzie pozostaje do przejęcia rządów przez termidorian w 1794. W wątku współczesnym asasyni nawiązują kontakt z niezidentyfikowanym protagonistą, prosząc o pomoc w poznaniu przeszłości Arna. Sieciowy tryb współpracy koncentruje się na budowaniu bractwa asasynów podczas rewolucji. Dodatkowo w świecie gry pojawiają się „anomalie czasowe”, po wejściu do których Arno odwiedza Paryż w innych epokach – podczas wojny stuletniej, belle époque i nazistowskiej okupacji.

### Fabuła

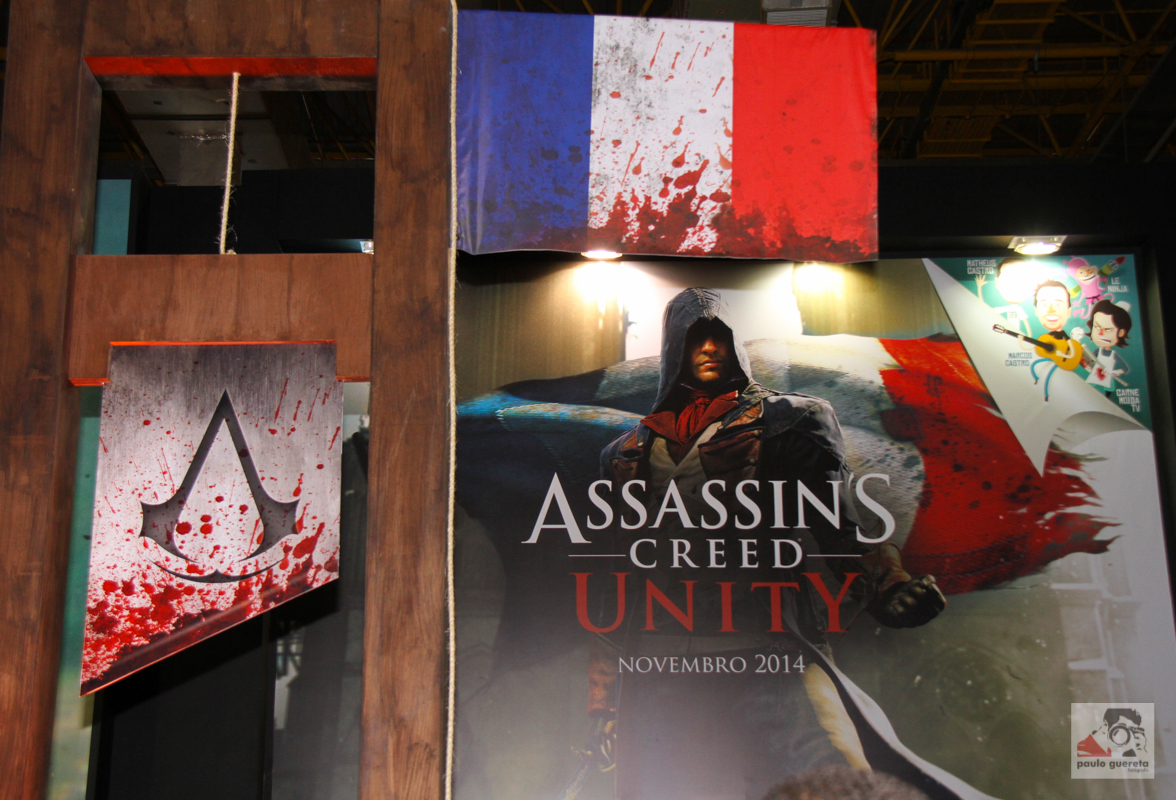
Materiały promujące grę podczas Brasil Game Show 2014, przedstawiające m.in. Arna Doriana.

Arno Dorian zostaje osierocony w 1776 roku, kiedy jego ojciec ginie w Wersalu. Pod opiekę bierze go François de la Serre, wielki mistrz zakonu templariuszy. W roku 1789 Arno zostaje wrobiony w zamordowanie de la Serre’a i osadzony w Bastylii, gdzie zaprzyjaźnia się z Pierre’em Bellekiem (Anthony Lemke), znajomym jego ojca. Obaj uciekają z więzienia podczas szturmu na Bastylię; Bellec zaprasza Arna do wstąpienia w szeregi bractwa asasynów.
Arno wraca do domu, ale zostaje odrzucony przez Élise, córkę de la Serre’a i swoją ukochaną, uważającą, że przyczynił się do śmierci jej ojca. Postanawia wstąpić do asasynów, żeby wyeliminować templariuszy i pomścić śmierć ojczyma. Podczas śledztwa ratuje François-Thomasa Germaina (Julian Casey), złotnika przetrzymywanego przez tymczasowego wielkiego mistrza Lafreniere’a (Noel Burton). Arno zabija Lafreniere’a, dowiadując się, że próbował on ostrzec de la Serre’a o zamachu na jego życie, a prawdziwym zleceniodawcą zabójstwa jest Germain, który po wyrzuceniu z zakonu zorganizował przewrót w jego szeregach. Kiedy Germain zaczyna mordować templariuszy ze stronnictwa Élise, Arno przekonuje ją, żeby poszukała pomocy u bractwa. Mentor asasynów, Mirabeau (Harry Standjofski), zgadza się, mając nadzieję na zawarcie pokoju. Niedługo później zostaje zamordowany przez Belleca, nie chcącego dopuścić do sojuszu i eliminującego tych, których uznaje za słabych. Arno niechętnie zabija go, odmawiając przejścia na jego stronę.
Przeszukując pałac Tuileries za potencjalnie obciążającymi listami Mirabeau do króla Ludwika Arno spotyka Napoleona Bonapartego, który pomaga mu uciec. Arno odkrywa, że Germain chce wzniecić masowy bunt przeciwko królowi; eliminuje wspierających ten plan templariuszy z pomocą Napoleona i Élise, odnawiając przy okazji dawne uczucie, jakie go z nią łączyło. Arnowi udaje się wytropić Germaina podczas egzekucji Ludwika XVI, ale woli ratować Élise niż ruszać za nim w pościg. Zostaje za to odtrącony przez templariuszkę i usunięty z bractwa. Arno popada w alkoholizm, dopóki nie zostaje odnaleziony przez Élise, proszącą go, żeby wrócił do Paryża, który rozpada się pod rządami wielkiego terroru. Udaje im się zdyskredytować Maximiliena de Robespierre’a, wyznaczonego przez Germaina do siania chaosu. Po odnalezieniu Robespierre’a Élise zmusza go do wyjawienia, gdzie ukrywa się Germain.
Arno i Élise konfrontują się z Germainem, ścigając go do krypt templariuszy pod twierdzą Temple. Dziewczyna ginie w walce, raniąc Germaina, który zostaje dobity przez Arna. Asasyn po śmierci ukochanej uświadamia sobie, że zmieniło się jego zrozumienie Kreda, poprzysięga też chronić Paryż i zachować wspomnienie o Élise. Lata później przenosi szczątki Germaina do katakumb Paryża.

## Proces produkcji
Prace nad grą rozpoczęły się w 2010 roku, niedługo po premierze Assassin’s Creed: Brotherhood, kiedy to trzon zespołu odpowiedzialnego za markę podzielił się na zespoły pracujące nad Unity i Assassin’s Creed III. 19 marca 2014 do Internetu wyciekły zrzuty ekranu z niezapowiedzianej wtedy jeszcze gry oraz jej podtytuł. W ramach wycieku ujawniono, że Unity przeniesie fabułę w realia Paryża czasów rewolucji francuskiej i zaoferuje nową grywalną postać, a gra zostanie wydana pod koniec roku na PlayStation 4 i Xboksa One. 21 marca Ubisoft potwierdził, że pracuje nad grą od ponad trzech lat, zaprezentował nagrania z wersji prealfa i dodał, że gra ukaże się w czwartym kwartale także na Windowsa. Scenarzysta Jeffrey Yohalem ujawnił, że osadzenie kolejnych części serii w realiach rewolucji francuskiej czy wojny o niepodległość Stanów Zjednoczonych (Assassin’s Creed III) zostało celowo zapowiedziane już w formie symboli pojawiających się w finale Brotherhood. Głównym producentem Unity jest Ubisoft Montréal, a dodatkowy wkład w powstawanie gry miały także studia Ubisoftu z Toronto, Kijowa, Singapuru, Szanghaju, Annecy, Montpellier, Bukaresztu, Québecu i Chengdu.
Podczas targów Electronic Entertainment Expo w 2014 zaprezentowano pierwsze zapowiedzi gry, w tym zwiastun poświęcony trybowi współpracy dla maksymalnie czterech graczy. W zwiastunie Everybody Wants to Rule the World wykorzystano cover tytułowej piosenki w wykonaniu Lorde. Ponieważ gra powstawała wyłącznie z myślą o konsolach ósmej generacji, twórcom udało się usprawnić zachowania tłumów. Liczyć mogą one nawet do pięciu tysięcy kontrolowanych przez sztuczną inteligencję paryżan, z których każdy jest niezależną jednostką, reagującą inaczej na to, co dzieje się w tłumie i na poczynania gracza. Dzięki nawiązaniu współpracy pomiędzy Ubisoftem a Nvidią wersja na komputery osobiste wykorzystuje pakiet technologii GameWorks, w tym chociażby wygładzanie krawędzi TXAA, zaawansowaną teselację DirectX 11 i silnik fizyki PhysX.
Zdaniem projektanta Benjamina Plicha Unity jest częścią trudniejszą od pozostałych, co osiągnięto dzięki bardziej agresywnym strażnikom i zrezygnowaniu z przycisku pozwalającego na kontrowanie ataków. Przed premierą ujawnił on również, że w trybie wieloosobowym możliwe będą zsynchronizowane podwójne zabójstwa wykonywane nawet przez trzech graczy jednocześnie. Gra została napisana w połączeniu języków C++ i C#, składa się na nią około 15,5 mln linii kodu w C++ i 5 mln w C#. W sierpniu 2014 zapowiedziano, że na konsole siódmej generacji trafi Assassin’s Creed: Rogue, fabularnie powiązane z historią przedstawioną w Unity.
W październiku 2014 starszy producent Vincent Pontbriand zakomunikował, że wszystkie wersje konsolowe gry zostaną zablokowane na rozdzielczości 900p, żeby „uniknąć niepotrzebnych dyskusji”. Część odbiorców uznała, że ograniczenie to wprowadzono, żeby zamaskować słabsze parametry PlayStation 4 względem Xboksa One, jednak Ubisoft zaprzeczył tym oskarżeniom. Pontbriand stwierdził, że podyktowane było to ograniczeniami procesorów konsol, zaś zablokowanie klatkażu na trzydziestu klatkach na sekundę spowodowane zostało dużą liczbą bohaterów niezależnych pojawiających się jednocześnie na ekranie i koniecznością przeprowadzania obliczeń sztucznej inteligencji dla każdego z nich z osobna.
6 października 2014 Ubisoft poinformował, że twórcy nawiązali współpracę z historykami akademickimi, takimi jak Laurent Turcot, profesor Université du Québec à Trois-Rivières specjalizujący się w życiu codziennym osiemnastowiecznego Paryża, czy and Jean Clement Martin, profesor Sorbony odpowiedzialny za kolaudację scenariusza. Podobnie jak w poprzednich odsłonach serii, w Unity odwzorowano znaczną liczbę budowli charakterystycznych dla miejsca akcji, w tym chociażby pałac Tuileries, katedrę Notre Dame, Wersal, palais de la Cité, Pałac Luksemburski; na podstawie zachowanych materiałów miejsca już nieistniejące, jak Cmentarz Niewiniątek, twierdza Temple, Bastylia, a w ramach anomalii czasowych wieżę Eiffla, Champs-Élysées i Statuę Wolności. Katedra Notre-Dame została odwzorowana co do pojedynczej cegły, a proces ten zajął graficzce Caroline Miousse dwa lata. Ze względu na tak szczegółowe odwzorowanie budowli część osób uznała, że gra może pomóc w zrekonstruowaniu katedry po pożarze z kwietnia 2019 roku. Ubisoft przeznaczył 500 tys. euro na odbudowę katedry, a po pożarze na ograniczony czas udostępnił Unity za darmo dla graczy komputerowych, żeby mogli zapoznać się z architekturą budynku i rozważyć wsparcie jego odbudowy.

## Dystrybucja
Pierwotnie gra miała trafić do sprzedaży na całym świecie 28 października 2014, jednak 28 sierpnia premierę przesunięto na 11 listopada w Ameryce Północnej, 13 listopada w Europie i Australazji oraz 14 listopada w Wielkiej Brytanii. Pontbriand skomentował opóźnienie premiery następująco: „Chociaż jesteśmy blisko końca, zdaliśmy sobie sprawę, że wciąż potrzebujemy dodatkowego czasu, żeby dopracować pewne szczegóły i upewnić się, że Assassin’s Creed: Unity będzie wyjątkowe”. Pomimo kilkutygodniowego opóźnienia, w dniu premiery do Unity wydano łatkę poprawiającą znaczną liczbę błędów, których nie zdążono wyeliminować przed wysłaniem gry do tłoczni. W grudniu 2014 do sprzedaży trafiła powieść Olivera Bowdena Assassin’s Creed: Pojednanie, przedstawiająca wydarzenia z Unity z perspektywy Élise de la Serre.

### Zawartość do pobrania
Po premierze gra doczekała się trzech pakietów dodających nowe elementy wyposażenia oraz misje poboczne: Rewolucyjne uzbrojenie, Tajemnice rewolucji i Podziemna zbrojownia. 14 stycznia wydano pierwszy i ostatni dodatek fabularny, Martwi królowie. Jego fabuła rozgrywa się po wydarzeniach z głównego wątku fabularnego we Frankidzie, miejscu pochówku królów francuskich. Arno podejmuje się próby powstrzymania hien cmentarnych plądrujących grobowce w poszukiwaniu skarbu. Dodatek w dużej mierze polega na rozwiązywaniu zagadek i łamigłówek, wprowadza także nową mechanikę – konieczność korzystania z lampy olejowej i napełniania jej, żeby odganiać szczury i robactwo, które zalęgły się w kryptach – oraz nowy rodzaj broni.

## Odbiór

### Ze strony krytyków
Według agregatora recenzji Metacritic Assassin’s Creed: Unity spotkało się z „mieszanym bądź przeciętnym” przyjęciem recenzentów, ze średnią ocen wynoszącą od 70 do 72/100 w zależności od platformy oraz 72/100 dla wszystkich platform.
Matt Miller z „Game Informera” przyznał grze ocenę 8/10, chwaląc szczegółowy świat i architekturę, przyzwoity dubbing, zadania wymagające stosowania strategii, stanowiącą wyzwanie rozgrywkę i dobrze poprowadzone misje fabularne, krytykując jednak sterowanie, brak balansu i problemy techniczne uniemożliwiające granie. Dodał także, że mechaniki poruszania się i walki wciąż potrzebują poprawek. Louise Blain z GamesRadaru oceniła Unity na 4/5, wypowiadając się pozytywnie o napiętym i klimatycznym świecie przedstawionym, projekcie misji zorientowanych na postacie, ulepszeniu mechanik swobodnego biegu, sensowne opcje personalizowania grywalnej postaci i dającą satysfakcję walkę. Krytykowała niestabilny klatkaż i słabą sztuczną inteligencję przeciwników.
Chris Carter z Destructoidu w recenzji zwieńczonej oceną 7/10 chwalił nowy system poruszania się, sympatycznych głównych bohaterów, osadzenie fabuły w ikonicznych realiach, płynność animacji i poprawiony zasięg rysowania. Pozytywnie odebrał także nowe elementy, jak możliwość personalizowania postaci czy ogromne tłumy bohaterów niezależnych. Fabułę uznał jednak za przewidywalną, krytykował także problemy techniczne i projekt misji wieloosobowych, z których część była niemożliwa do ukończenia w pojedynkę. Stwierdził, że „Unity sprawia wrażenie kroku wstecz. Brakuje tu tego wspaniałego poczucia przemierzania niezbadanych mórz z Black Flag, a nawet dziczy z Assassin’s Creed III, ale mimo wszystko warto wybrać się w tę podróż, jeżeli jest się już zaznajomionym z serią”. Tom Bramwell z Eurogamera przyznał Unity 7/10, chwaląc realia, bogatą zawartość, interesującą historię i zadania poboczne. Skrytykował pozbawiony oryginalności projekt misji, nadgorliwy system automatycznego poprawiania podczas swobodnego biegu i brak możliwości personalizowania broni. Grę uznał za „niewykorzystaną szansę”.
Marty Silva z IGN-u ocenił grę na 7,8/10, chwaląc szczegółowe odtworzenie Paryża i ambitne pomysły wprowadzone w trybie współpracy, krytykując niedopracowaną mechanikę skradania, słabo napisaną historię i brak silnego protagonisty. W podsumowaniu stwierdził, że „Assassin’s Creed nowej generacji jest pięknym, dającym frajdę i udanym pokazem tego, co może czekać serię w przyszłości, ale nie nazwałbym go rewolucyjnym”.
Tom Senior z „PC Gamera” ocenę 65/100 uzasadnił stwierdzeniem: „Unity mogło stać się wielce przyjemną częścią kanonu Assassin’s Creed. To solidna kampania, dodatkowo wzmacniana przez dobrze zaprojektowane zadania skrytobójcze i niezwykłe realia, które uzasadniałyby przyznanie grze ósemki, gdyby nie niedziałająca główna atrakcja, szereg problemów technicznych, problemy z wydajnością, mikrotransakcje oraz wymuszone mechaniki walki i swobodnego biegu. W obecnym stanie Unity można uznać wyłącznie za rewolucję zakończoną fiaskiem”. Sam Prell z Joystiqa przyznał ocenę 2,5/5, stwierdzając: „Trudno nie docenić tego, co Unity robi dobrze, a jeżeli uda ci się namówić znajomych, możesz przyjemnie spędzić czas w kooperacji. Nie można jednak zignorować tego, co w Unity nie udało się po całości”. Redaktor „PC World” uznał, że Unity „jest nową najgorszą częścią serii Assassin’s Creed”. W recenzji krytykowano małą skalę, słabą rozgrywkę i wysokie wymagania sprzętowe. W podobnym tonie wypowiedział się recenzent CNetu, który stwierdził, że „chociaż dla zatwardziałych fanów serii Unity będzie w zupełności wystarczające, to gra co i rusz potyka się o sznurowadła, nie potrafiąc ani przez chwilę stanąć na nogi”.

### Problemy techniczne
Tuż po premierze Assassin’s Creed: Unity trapione było szeregiem powszechnie występujących błędów i usterek oraz problemów z wydajnością i połączeniem do serwerów Ubisoftu. Prezes Ubisoft Montréal Yannis Mallat przeprosił w imieniu studia za słabą jakość gry na premierę, twierdząc, że wpłynęły na to „błędy i nieoczekiwane problemy techniczne”, co uniemożliwiło graczom „doświadczenia pełni jej potencjału”. W odpowiedzi na problemy techniczne wydawca zapowiedział wstrzymanie sprzedaży przepustki sezonowej i Gold Edition oraz udostępnienie za darmo pierwszego dodatku – Martwi królowie. Osobom, które nabyły go już wcześniej w ramach przepustki sezonowej bądź droższego wydania zaoferowano pobranie za darmo jednej z sześciu gier Ubisoftu (Assassin’s Creed IV: Black Flag, The Crew, Far Cry 4, Just Dance 2015, Rayman Legends lub Watch Dogs); zachowały one również prawa do innej zawartości uwzględnionej w przepustce, w tym do Assassin’s Creed Chronicles: China. Żeby odebrać darmową grę użytkownicy musieli zrzec się praw do możliwości pozwania Ubisoftu za zmniejszenie wartości przepustki sezonowej.
W lutym 2016 Ubisoft ogłosił, że do końca roku nie zapowie żadnej nowej gry z serii Assassin’s Creed, jako powód podając m.in. liczne problemy Unity i stwierdzając, że „wiele dowiedzieliśmy się dzięki waszemu wsparciu”. W oświadczeniu firma zobowiązała się także do rozwijania mechanik swoich gier, żeby „dawały więcej frajdy”. Powodem ogłoszenia mogły być również słabe wyniki finansowe Ubisoftu za trzeci kwartał roku fiskalnego, podane do wiadomości publicznej tego samego dnia, w których stwierdzono także, że wydane w 2015 Assassin’s Creed: Syndicate „sprzedaje się wolniej, niż zakładano”.

### Krytyka ze strony francuskiej lewicy
Francuska Partia Lewicy i jej przewodniczący Jean-Luc Mélenchon skrytykowali interpretację rewolucji francuskiej zaprezentowaną w grze, w której Robespierre’a miano przedstawić jako „żądnego krwi potwora”, a Marię Antoninę jako „biedną dziewczynkę”. Zdaniem Mélenchona interpretacja tej epoki zaproponowana przez Ubisoft jest „propagandą” opierającą się na rosnącym we Francuzach poczuciu nienawiści do samych siebie. Polityk skrytykował grę wielokrotnie w różnych mediach, w rozmowie z „The New York Timesem” stwierdzając m.in.: „Oczernianie wielkiej rewolucji to brudna robota, której celem jest zaszczepienie we Francuzach jeszcze większej odrazy do siebie w czasach, kiedy nasze społeczeństwo się stacza. Jeżeli tak dalej pójdzie, niedługo Francuzom poza religią i kolorem skóry nie pozostanie już nic, z czym moglibyśmy identyfikować się jako naród”.
Alexis Corbière, sekretarz Partii Lewicy, stwierdził, że „gra wykorzystuje wszystkie kontrrewolucyjne klisze, jakie wymyślono na przestrzeni dwóch stuleci”. Dodał także, że wszystkim osobom, które zdecydują się zagrać w Unity, życzy mile spędzonego czasu, „ale dobra zabawa nie zwalnia od myślenia. Zagrajcie, ale nie pozwólcie się ogłupić propagandzie”. Reżyser gry, Alex Amancio, w wywiadzie dla „Time’a” opublikowanym 6 października 2014 stwierdził, nie odnosząc się bezpośrednio do krytyki ze strony środowisk lewicowych: „Staramy się – i osobiście jestem przekonany, że nam się to udaje – nie unikać umniejszania historii. Staramy się z całych sił, żeby przedstawić wydarzenia w sposób jak najbardziej wierny”. Producent Antoine Vimal du Monteil stwierdził, że „ostatecznie Assassin’s Creed: Unity jest wysokobudżetową grą komputerową, a nie lekcją historii”.

### Sprzedaż
Do 31 grudnia 2014 na całym świecie sprzedano łącznie ponad 10 mln kopii Unity i Rogue. W maju 2020 wydawca ujawnił, że Unity i dziesięć innych jego gier wydanych na konsole ósmej generacji sprzedało się w nakładzie ponad 10 mln egzemplarzy każda.

### Nagrody i wyróżnienia
W kwietniu 2020 „Game Informer” uznał Unity za ósmą najlepszą do tamtej pory odsłonę serii Assassin’s Creed.
| Rok  | Nagroda / organizacja                                              | Kategoria                                      | Nominowany                                                                                                  | Wynik     |
| ---- | ------------------------------------------------------------------ | ---------------------------------------------- | --- | --------- |
| 2014 | The Game Awards 2014                                               | Najlepsza przygodowa gra akcji                 | Assassin’s Creed: Unity                                                                                     | nominacja |
| 2015 | Canadian Videogame Awards                                          | Najlepsza gra wyprodukowana w Kanadzie         | Assassin’s Creed: Unity                                                                                     | nominacja |
| 2015 | Canadian Videogame Awards                                          | Najlepszy dźwięk                               | Assassin’s Creed: Unity                                                                                     | nominacja |
| 2015 | Canadian Videogame Awards                                          | Najlepsza animacja                             | Assassin’s Creed: Unity                                                                                     | nominacja |
| 2015 | Canadian Videogame Awards                                          | Najlepsza nowa postać                          | Arno Dorian                                                                                                 | nominacja |
| 2015 | Canadian Videogame Awards                                          | Najlepsza oprawa wizualna                      | Assassin’s Creed: Unity                                                                                     | nominacja |
| 2015 | Golden Joystick Awards                                             | Najlepsza oprawa wizualna                      | Assassin’s Creed: Unity                                                                                     | nominacja |
| 2015 | Satelita                                                           | Najlepsza przygodowa gra akcji                 | Assassin’s Creed: Unity                                                                                     | nominacja |
| 2015 | 67. Writers Guild of America Awards                                | Najlepszy scenariusz w grze komputerowej       | Alexandre Amancio, Sylvain Bernard, Travis Stout, Russell Lees, Darby McDevitt, Ceri Young, Jeffrey Yohalem | nominacja |
| 2015 | 18. D.I.C.E. Awards                                                | Najlepsza animacja                             | Assassin’s Creed: Unity                                                                                     | nominacja |
| 2015 | 18. D.I.C.E. Awards                                                | Najlepszy kierunek artystyczny                 | Assassin’s Creed: Unity                                                                                     | nominacja |
| 2015 | 18. D.I.C.E. Awards                                                | Najlepszy projekt dźwięku                      | Assassin’s Creed: Unity                                                                                     | nominacja |
| 2015 | International Film Music Critics Award                             | Najlepsza muzyka w grze komputerowej           | Chris Tilton i Sarah Schachner                                                                              | nominacja |
| 2015 | 14. National Academy of Video Game Trade Reviewers (NAVGTR) awards | Najlepsza oprawa wizualna (warstwa techniczna) | Assassin’s Creed: Unity                                                                                     | wygrana   |
| 2015 | 14. National Academy of Video Game Trade Reviewers (NAVGTR) awards | Najlepsza technologia w grze komputerowej      | Assassin’s Creed: Unity                                                                                     | nominacja |
| 2015 | 14. National Academy of Video Game Trade Reviewers (NAVGTR) awards | Najlepsza gra przygodowa                       | Assassin’s Creed: Unity                                                                                     | nominacja |
| 2015 | 14. National Academy of Video Game Trade Reviewers (NAVGTR) awards | Najlepszy projekt gry                          | Assassin’s Creed: Unity                                                                                     | nominacja |
| 2015 | 14. National Academy of Video Game Trade Reviewers (NAVGTR) awards | Najlepszy projekt postaci                      | Assassin’s Creed: Unity                                                                                     | nominacja |
| 2015 | 14. National Academy of Video Game Trade Reviewers (NAVGTR) awards | Najlepszy projekt kostiumów                    | Assassin’s Creed: Unity                                                                                     | nominacja |
| 2015 | 14. National Academy of Video Game Trade Reviewers (NAVGTR) awards | Najlepsza oprawa – utwór z epoki               | Assassin’s Creed: Unity                                                                                     | wygrana   |
| 2015 | Annie                                                              | Najlepsza animacja postaci w grze komputerowej | Mike Mennillo                                                                                               | wygrana   |
| 2015 | 11. British Academy Games Awards                                   | Najlepsza oprawa artystyczna                   | Mohammed Gambouz                                                                                            | nominacja |
| 2015 | Association of Canadian Television and Radio Artists Awards        | Najlepszy aktor w grze komputerowej            | Dan Jeannotte – Arno Dorian                                                                                 | wygrana   |
| 2015 | Association of Canadian Television and Radio Artists Awards        | Najlepszy aktor w grze komputerowej            | Catherine Bérubé – Élise de la Serre                                                                        | nominacja |

## Kontrowersje
Uważamy, że kwestia różnorodności w grach komputerowych jest ważna. Seria Assassin’s Creed tworzona jest przez wielokulturowy zespół wyznający różne wierzenia i religie; wierzymy, że to przywiązanie do różnorodności znajduje odzwierciedlenie w naszych grach i postaciach. Assassin’s Creed: Unity jest opowieścią koncentrującą się na jednym bohaterze, Arnie. Bez względu na to, czy grasz w pojedynkę, czy w trybie współpracy, zawsze wcielasz się w Arna, zachowując jego wyposażenie i umiejętności, żeby grać w stylu, jaki preferujesz. Żeby kultywować różnorodność, w naszych produkcjach można było grać takimi asasynami jak Aveline, Connor, Adéwalé czy Altaïr, i zobowiązujemy się do tego, że będzie ich więcej.

Po zapowiedzi trybu współpracy podczas E3 2014 reżyser Alexandre Amancio i główny programista James Therien udzielili dodatkowych informacji na jego temat. Amancio oświadczył, że ze względu na „realia produkcji” nie będzie w nim możliwości wcielenia się w żeńskiego awatara. Jego zdaniem taka opcja wiązałaby się z koniecznością podwojenia animacji, dubbingu, grafik „i wszystkiego innego”, zwłaszcza w kontekście możliwości personalizowania wyglądu asasynów. Ze stwierdzeniem, że „byłoby to naprawdę dużo dodatkowej pracy” zgodził się Therien. Projektant poziomów Bruno St-André wyjaśnił, że stworzenie grywalnej żeńskiej postaci oznaczałoby stworzenie około ośmiu tysięcy dodatkowych animacji.
Informacja ta spotkała się z niezadowoleniem dziennikarzy części prasy branżowej. Brenna Hillier z VG247 zwróciła uwagę, że nad grą pracowało dziesięć studiów, a pomimo tego „Ubisoft ucieka się do nudnej, głupiej, wyświechtanej wymówki mającej uzasadnić niekończący się cykl seksizmu i niedostatecznej reprezentacji postaci kobiecych w grach”. Tim Clark z „PC Gamera” zauważył, że „w poprzednich częściach w trybie wieloosobowym można było grać kobietami, a w Brotherhood można było przyzwać rekrutów, w tym asasynki, więc trudno uwierzyć, że nie da się tego zrobić”. Zwrócił także uwagę na to, w jaki sposób Amancio i Therien odpowiadali na pytania; jego zdaniem starali się sugerować, że bardzo chcieliby udostępnić w grze grywalne postacie kobiece, ale propozycja ta nie została pozytywnie odebrana przez studio. Jonathan Cooper, pracujący wcześniej jako projektant przy Assassin’s Creed III, stwierdził: „Moim fachowym zdaniem to jest dzień, góra dwa roboty, a nie stworzenie ośmiu tysięcy animacji”. Zdradził także, że do stworzenia postaci Aveline de Grandpré, protagonistki Assassin’s Creed: Liberation, wykorzystano wtórnie więcej animacji Ratonhnhaké:tona z Assassin’s Creed III niż podczas tworzenia Edwarda Kenwaya z Black Flag. Gracze stworzyli petycję, domagając się, żeby Ubisoft zmienił zdanie w tej kwestii. Patrice Désilets, współtwórca serii Assassin’s Creed, stwierdził, że przytoczone przez Amancia wytłumaczenie jest sensowne, ale Ubisoft powinien dołożyć starań, żeby gracze mogli wybrać płeć awatarów. W odpowiedzi na oburzenie społeczności studio Insomniac Games opublikowało materiał ze swojej nadchodzącej gry Sunset Overdrive. Na pytanie, czy możliwe będzie granie kobietą, prezenter odpowiedział twierdząco, a na ekranie pokazano postać kobiecą przypominającą Ezia Auditorego.
Amancio próbował wyjaśnić sytuację, mówiąc: „Rozumiem zarzut i rozumiem, dlaczego powoduje to niezadowolenie. To szlachetne, ale bez znaczenia w kontekście Unity”. Sprecyzował, że w Unity gracze wcielają się w Arna i zachowują tę tożsamość także w rozgrywce wieloosobowej. Chociaż bohatera można personalizować według własnych upodobań – tak pod względem odzienia, jak i umiejętności – to zawsze pozostaje on Arnem, a zamysłem trybu współpracy jest pokazanie innym graczom swojej wersji postaci.
5 lipca 2020 Tommy François, vice president for editorial & creative services, został zawieszony dyscyplinarnie, a następnie zwolniony wobec oskarżeń o molestowanie seksualne. Następnego dnia zwolnił się vice president editorial Maxime Béland. Obaj byli już wcześniej oskarżeni o molestowanie seksualne pracowniczek, ale po złożeniu na nich skarg do działu kadr zostali awansowani. Béland został oskarżony m.in. o duszenie pracowniczki tydzień po premierze Unity. Tydzień później Ubisoft wydał komunikat prasowy, w którym poinformowano, że zwolniło się trzech kolejnych pracowników: główny dyrektor kreatywny Serge Hascoët, przełożony François; Cécile Cornet, dyrektor generalny Ubisoft Canada; oraz dyrektor globalnego działu kadr. Według byłych i obecnych pracowników Ubisoftu do kadr wielokrotnie zgłaszano skargi na wyżej wymienionych, jednak przez lata były one ignorowane. Opisywano m.in., że Ubisoft przypomina bractwo studenckie, spotkania biznesowe nierzadko prowadzono w klubach ze striptizem, a pracownicy bez skrępowania rzucali mizoginistyczne uwagi, zachęcani do tego przez przełożonych.
21 lipca 2020 Jason Schreier opublikował na łamach Bloomberga raport, wedle którego niestosowne zachowania Serge’a Hascoëta trwały od dawna, a jako główny dyrektor kreatywny marki Assassin’s Creed przez lata blokował bądź ograniczał możliwość wprowadzenia w kolejnych odsłonach grywalnych postaci kobiecych. Z tego powodu kobiety pojawiały się głównie w komponentach wieloosobowych, ponieważ zdaniem Hascoëta nie były one na tyle atrakcyjne pod względem marketingowym, żeby oprzeć na nich całą kampanię reklamową.